# 溫切斯特 (新罕布什爾州)
溫切斯特（英語：Winchester）是一個位於美國新罕布什爾州切希爾縣的鎮。

## 人口
根據2020年美國人口普查的數據，溫切斯特的面積為143.90平方千米，當中陸地面積為142.40平方千米，而水域面積為1.50平方千米。當地共有人口4150人，而人口密度為每平方千米29人。